# Présidium du Politburo du Parti du travail de Corée
Le Présidium du Politburo du Parti du travail de Corée, ou simplement le Présidium, est un comité composé des plus hauts dirigeants du Parti du travail de Corée (PTC). Historiquement, il était composé d'1 à 5 membres et compte actuellement 5 membres. Son objectif officiel est de mener des discussions sur les politiques et de prendre des décisions sur des questions majeures lorsque le Politburo, un organe décisionnel plus important, n'est pas en session. Alors que le Présidium relève en théorie du Politburo, qui à son tour relève du Comité central plus large, dans la pratique, le Présidium est supérieur aux autres organes de tutelle et il agit en tant qu'organe décisionnel le plus puissant de Corée du Nord. La Corée du Nord étant un État à parti unique, les décisions du Présidium ont de facto force de loi. Son rôle est à peu près analogue à celui du Comité permanent du Politburo du Parti communiste chinois.
Il est actuellement composé de :
- Kim Jong-un (Président du Parti du travail, président de la Commission des affaires de l'État),
- Choe Ryong-hae (Président du Présidium de l'Assemblée populaire suprême, Premier vice-président de la Commission des affaires de l'État),
- Pak Pong-ju (Vice-président de la Commission des affaires de l'État et ancien Premier ministre).

## Historique
Le Présidium a été renouvelé lors de la 3e Conférence (2010), avec quatre nouveaux membres nommés :
- Choe Ryong-hae (Président du Présidium de l'Assemblée populaire suprême, chef de l'État),
- Choe Yong-rim (Premier ministre, chef du gouvernement),
- Vice-maréchal Jo Myong-rok (directeur du Bureau politique général de l'armée populaire coréenne) et le vice-maréchal
- Ri Yong-ho (chef d'état-major)[3].

La nomination de deux officiers militaires a été considérée par des observateurs extérieurs comme étant conforme à la politique militaire de Kim Jong-il. On croyait que Ri Yong-ho était l'escorte militaire personnelle de Kim Jong-un à l'époque, semblable au rôle d'Oh Jin-u pendant le premier règne de Kim Jong-il. Lors de la 4e conférence, Chasu Choe Ryong-hae a été nommé au Comité permanent.

## Membres
| Clés | Clés |
| ---- | --- |
| ₪    | Indique que l'individu est membre de la famille Kim, par mariage ou par sang. |
| ♮    | Indique que la personne a été supprimée en tant que membre de la présidence. |
| ♣    | Indique que la personne fait partie du corps militaire. |
| Note | Si deux clés sont utilisées dans la même colonne, cela indique que l'individu fait partie des 2 à la fois. Par exemple, "♮ ♣" indique que la personne a été renvoyée de la présidence (♮) et du personnel militaire (♣). |

| Nom (Naissance–Mort)        | Hangeul | C  | Début des fonctions | Fin des fonctions | Durée                      | Comité Central |
| --------------------------- | ------- | -- | ------------------- | ----------------- | -------------------------- | -------------- |
| Choe Ryong-hae (né en 1950) | 최룡해  | ♣  | 12 avril 2012       | —                 | 12 ans, 11 mois et 2 jours | 6e–7e          |
| Choe Yong-rim (né en 1930)  | 최영림  | ♮  | 28 septembre 2010   | 1er avril 2013    | 2 ans, 6 mois et 4 jours   | 6e             |
| Hwang Pyong-so (né en 1949) | 황병서  | ♣  | 15 février 2015     | 20 avril 2018     | 2 ans, 11 mois et 5 jours  | 7e             |
| Jo Myong-rok (1928–2010)    | 조명록  | ♣  | 28 septembre 2010   | 6 novembre 2010   | 1 mois et 9 jours          | 6e             |
| Kim Il (1910–1984)          | 김일    | —  | 14 octobre 1980     | 9 mars 1984       | 3 ans, 4 mois et 24 jours  | 6e             |
| Kim Il-sung (1912–1994)     | 김일성  | ₪  | 4 octobre 1980      | 8 juillet 1994    | 13 ans, 9 mois et 4 jours  | 6e             |
| Kim Jong-il (1941–2011)     | 김정일  | ₪  | 14 octobre 1980     | 17 décembre 2011  | 31 ans, 2 mois et 3 jours  | 6e             |
| Kim Jong-un (né en 1982/84) | 김정은  | ₪  | 11 avril 2012       | —                 | 12 ans, 11 mois et 3 jours | 6e–7e          |
| Kim Yong-nam (né en 1928)   | 김영남  | —  | 28 septembre 2010   | 11 avril 2019     | 8 ans, 6 mois et 14 jours  | 6e–7e          |
| O Jin-u (1917–1995)         | 오진우  | ♣  | 14 octobre 1980     | 25 février 1995   | 14 ans, 4 mois et 11 jours | 6e             |
| Pak Pong-ju (né en 1939)    | 박봉주  | —  | 9 mai 2016          | —                 | 8 ans, 10 mois et 5 jours  | 6e–7e          |
| Ri Yong-ho (né en 1942)     | 리영호  | ♣♮ | 28 septembre 2010   | 20 juillet 2012   | 1 an, 9 mois et 22 jours   | 6e             |
| Ri Jong-ok (1916–1999)      | 리정옥  | ♮  | 14 octobre 1980     | 17 juin 1983      | 2 ans, 8 mois et 3 jours   | 6e             |